# Ямусса Камара
Ямусса Камара (фр. Yamoussa Camara; нар. 26 квітня 2000, Боке, Гвінея) — гвінейський футболіст, півзахисник клубу Вищої ліги Білорусі «Сморгонь».

## Життєпис

### «Сморгонь»
Вихованець футбольної академії гвінейського клубу «Сен-Марі Діксенн», перший тренер — Сулейман Абеді. У березні 2021 року приєднався до берестейського «Руху», звідки одразу ж вирушив в оренду до «Сморгоні». Дебютував за клуб 13 березня 2022 року у матчі проти «Енергетика-БДУ», в якому вийшов на поле у стартовому складі. Першою результативною дією за клуб відзначився 17 липня 2021 року в матчі проти «Енергетика-БДУ», в якому віддав гольову передачу. Протягом сезону залишався одним із ключових гравців клубу, відзначився 4-ма результативними передачами. За підсумками сезону разом із клубом завершив чемпіонат на підсумковому передостанньому місці й вилетів до Першої ліги. Після закінчення терміну орендної угоди залишив сморгонський клуб.

### БАТЕ
У січні 2022 року перейшов в оренду до кінця сезону в борисовський «БАТЕ». Новий сезон розпочав 5 березня 2022 року з перемоги у Суперкубку Білорусі, де перемогли солігорський «Шахтар», але сам футболіст залишився на лаві запасних. Дебютував за клуб 9 березня 2022 року в чвертьфінальному матчі Кубку Білорусі проти жодинського «Торпедо-БелАЗ», в якому вийшов на поле в стартовому складі. Перший матч у чемпіонаті за борисовський клуб футболіст зіграв 22 квітня 2022 року проти «Гомеля», в якому вийшов на заміну на 92-й хвилині. Разом із клубом став срібним призером Кубку Білорусі, де у фіналі 21 травня 2022 року поступилися «Гомелю», проте сам футболіст на поле так і не вийшов. Проте закріпитися в основній команді борисовського клубу так і не вийшло, з яким у червні 2022 року розірвали контракт.

### «Іслоч»
У липні 2022 року футболіст перебував у розпорядженні дзержинського «Арсеналу», в якому проходив перегляд, проте не підійшов і незабаром покинув клуб. У серпні 2022 року вільним агентом приєднався до «Іслочі», з якою підписав 1-річний контракт. Дебютував за клуб 21 серпня 2022 року у матчі проти солігорського «Шахтаря», в якому вийшов на заміну на 70-й хвилині. Протягом сезону виступав за клуб як один з основних гравців, чергуючи матчі у стартовому складі та з лави запасних, проте результативними діями не відзначився. За підсумком сезону разом із клубом завершив чемпіонат на підсумковому 15-му місці. У лютому 2023 року футболіст залишив клуб, розірвав договір з угодою сторін.

### «Енергетик-БДУ»
У січні 2023 року прибув на перегляд до столичного «Енергетика-БДУ». У березні 2023 року вільним агентом офіційно приєднався до клубу. Дебютував за клуб 19 березня 2023 року у матчі проти «Слуцька», в якому вийшов на поле у стартовому складі. Дебютний матч футболіста у складі клубу запам'ятався грубою грою, внаслідок чого вже на 40-й хвилині гвінеєць отримав повторне попередження й залишив поле. Після цього матчу вибув із розпорядження клубу. У квітні 2023 року з'явилася інформація, що футболіст залишив клуб, розірвав контракт за згодою сторін.

### «Сморгонь»
У квітні 2023 року вільним агентом повернувся до «Сморгоні», де спочатку виступав за дублюючий склад, проте швидко був заявлений до основної команди. Перший матч за клуб зіграв 14 квітня 2023 року проти мозирської «Славії», в якому вийшов на поле у стартовому складі. Першою результативною дією за клуб відзначився 7 травня 2023 року у матчі проти новополоцького «Нафтана», в якому віддав гольову передачу. Протягом сезону виступав за клуб як один з основних гравців, відзначився 3-ма результативними передачами. За підсумками сезону разом із клубом зміг зберегти прописку у Вищій лізі.
Новий сезон за клуб розпочав 16 березня 2024 року з матчу проти мінського «Динамо», в якому вийшов на поле у стартовому складі. Першою результативною дією за клуб у сезоні відзначився 5 квітня 2024 року у матчі проти столичного «Мінська», в якому віддав гольову передачу.

## Досягнення
БАТЕ
- Суперкубок Білорусі
  -  Володар (1): 2022